# Vodriž
Vodriž je naselje v Mestni občini Slovenj Gradec.
Zahodno od naselja so na strmem griču v gozdu ruševine mogočnega gradu iz 13. stoletja.